# Waldachtal
Waldachtal ist eine baden-württembergische Gemeinde im Landkreis Freudenstadt. Sie gehört zur Region Nordschwarzwald.

## Geographie

### Lage
Waldachtal liegt am Übergang vom östlichen Nordschwarzwald zur offenen Landschaft des Gäus zwischen der Kreisstadt Freudenstadt (11 km) im Westen und Horb am Neckar (12 km) im Osten. Die Waldach, die in der Nähe der Südgrenze der Gemeinde als Schneckenbächle ihren Anfang nimmt und Waldachtal in nördlicher Richtung durchfließt, entwickelt sich in ihrem Verlauf zum bedeutendsten Nagold-Zufluss.

### Gemeindegliederung
Die Gemeinde Waldachtal besteht aus den fünf Ortsteilen Cresbach (932 Einwohner am 31. Dezember 2016), Hörschweiler (646 Einwohner), Lützenhardt (1597 Einwohner), Salzstetten (1783 Einwohner) und Tumlingen (1012 Einwohner). Zum Ortsteil Cresbach gehören das gleichnamige Dorf sowie die Weiler Oberwaldach, Unterwaldach und Vesperweiler mit Mühle und Burgweiler Vörbach. Die Ortsteile Hörschweiler und Lützenhardt bestehen nur aus den gleichnamigen Dörfern. Zum Ortsteil Salzstetten gehören neben dem Dorf Salzstetten der Weiler Heiligenbronn und die Orte Getreidemühle, Missihof und Sägemühle. Zum Ortsteil Tumlingen gehören neben dem Dorf die Häuser Lützenhardter Mühle.

Die fünf Ortsteile bilden zugleich Ortschaften im Sinne der baden-württembergischen Gemeindeordnung mit jeweils eigenem Ortschaftsrat und einem Ortsvorsteher als dessen Vorsitzendem.

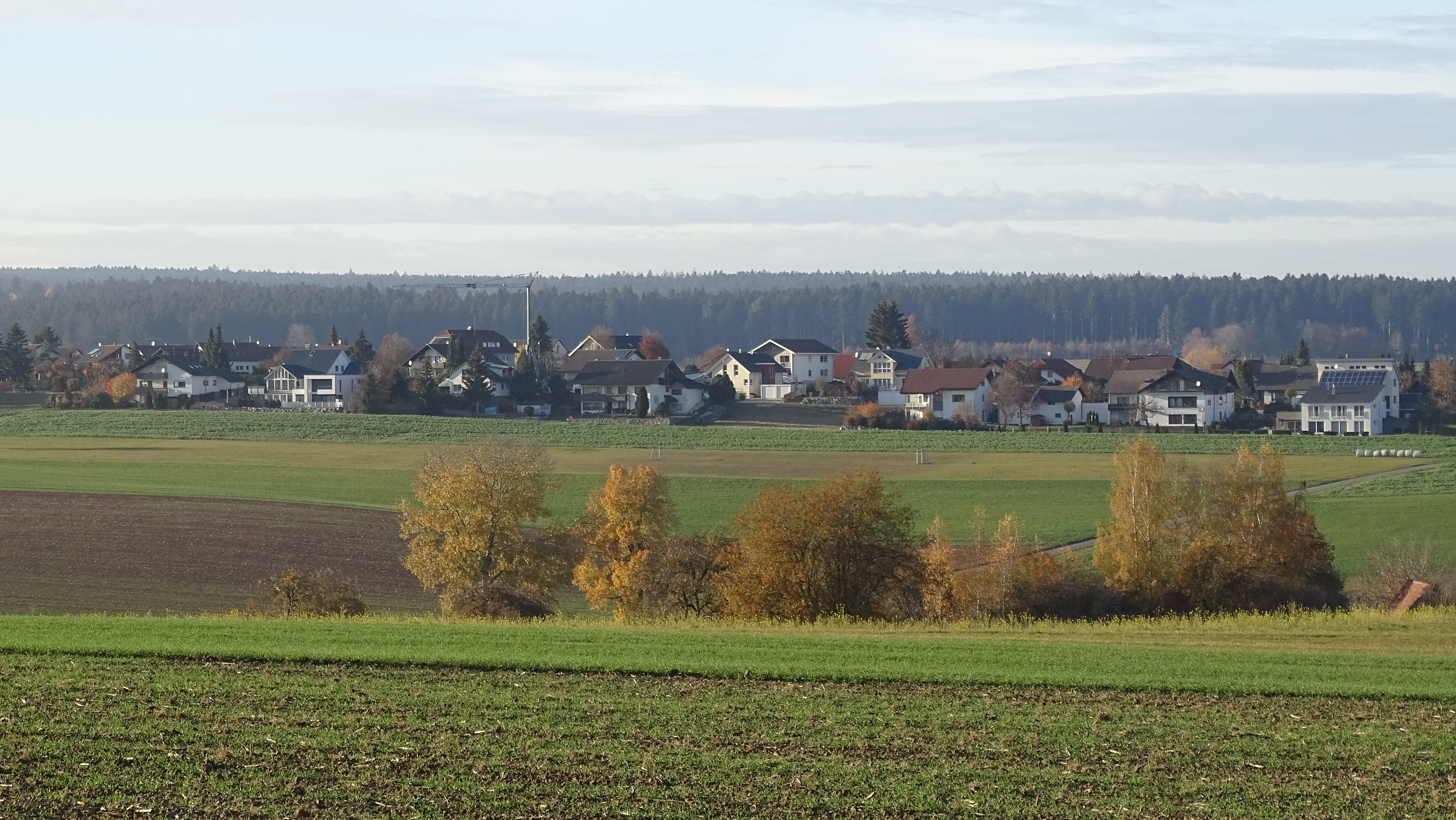
Höschweiler
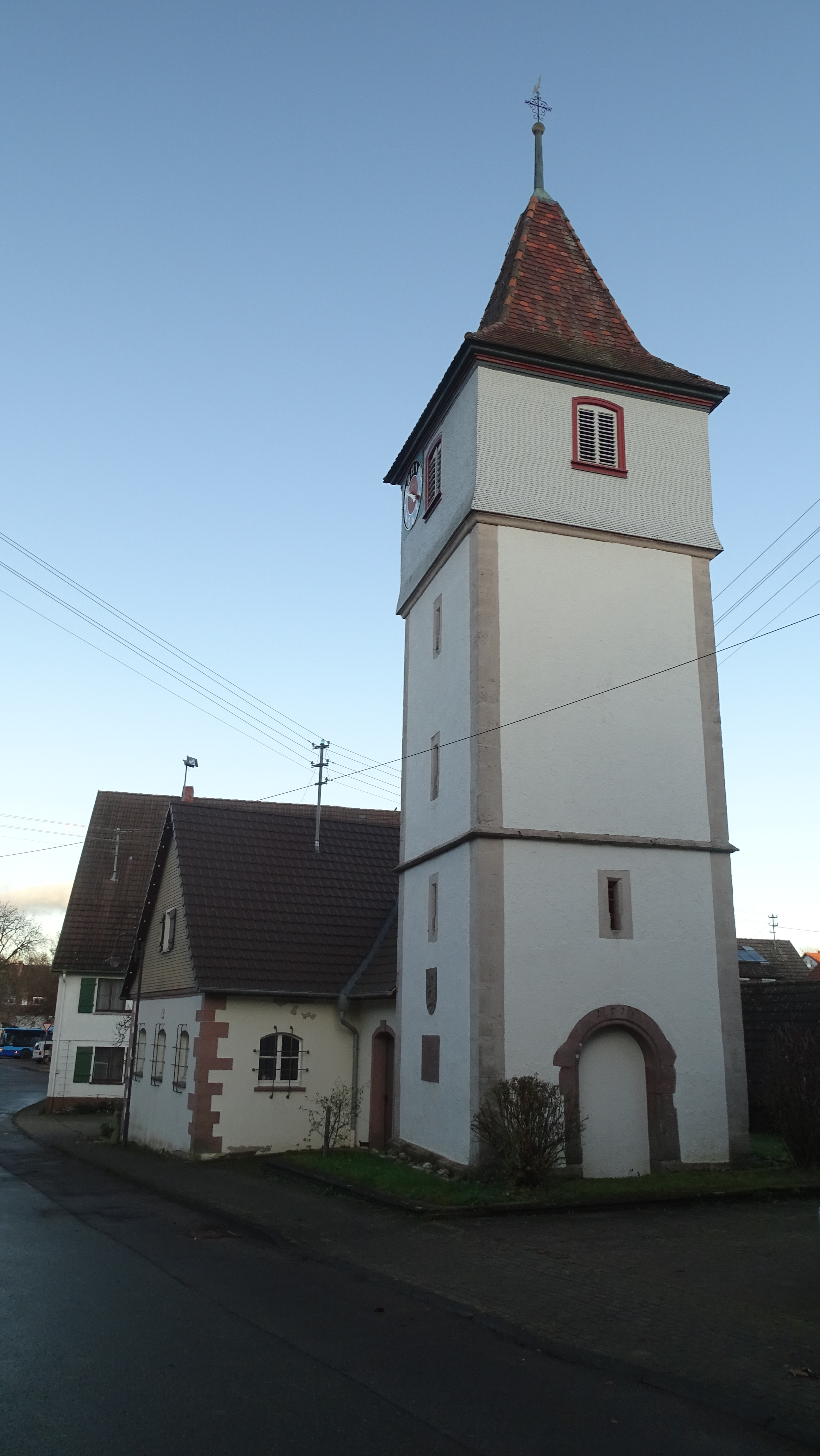
Nikolauskapelle Hörschweiler
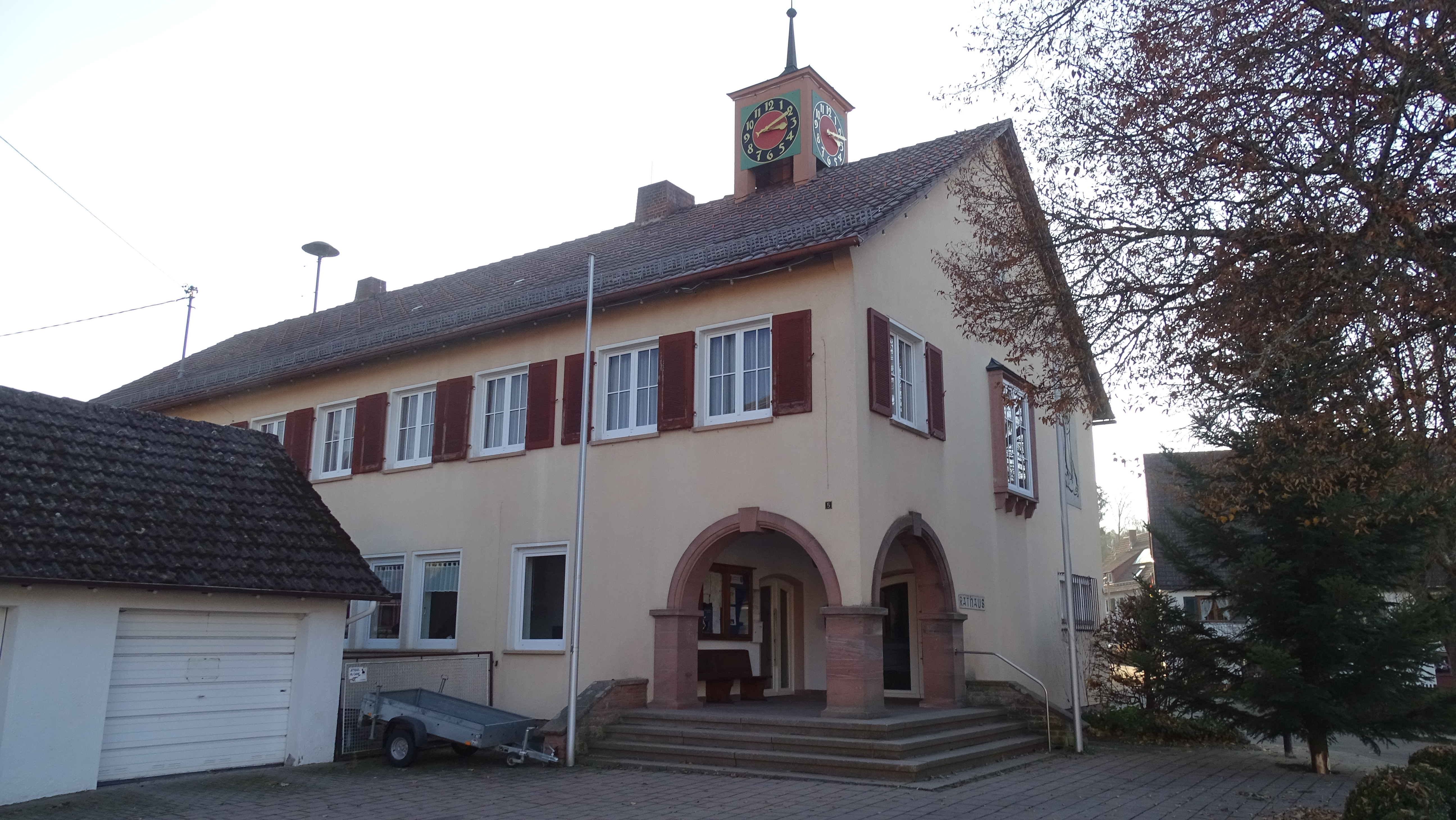
Rathaus Hörschweiler
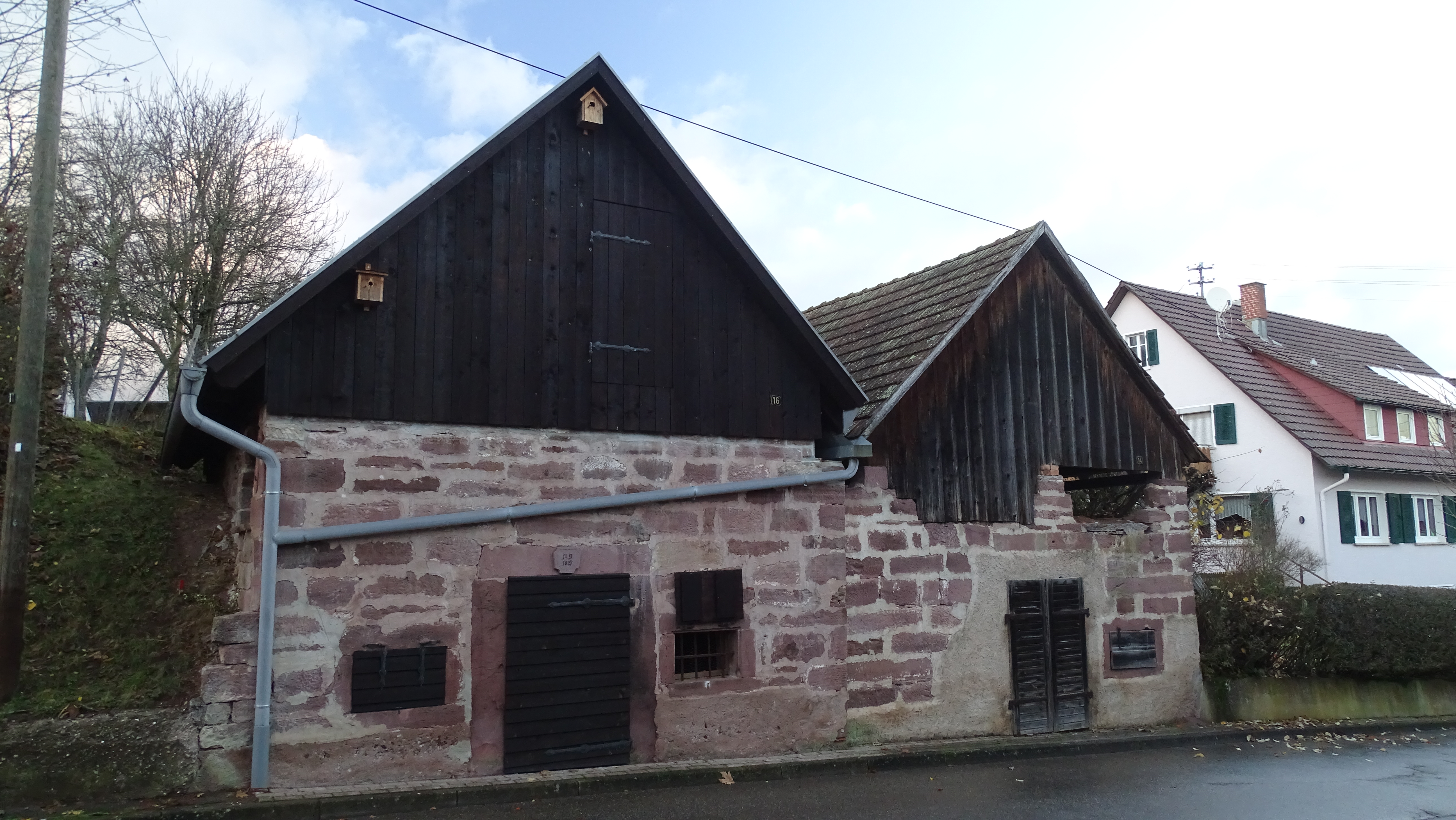
Speichergebäude
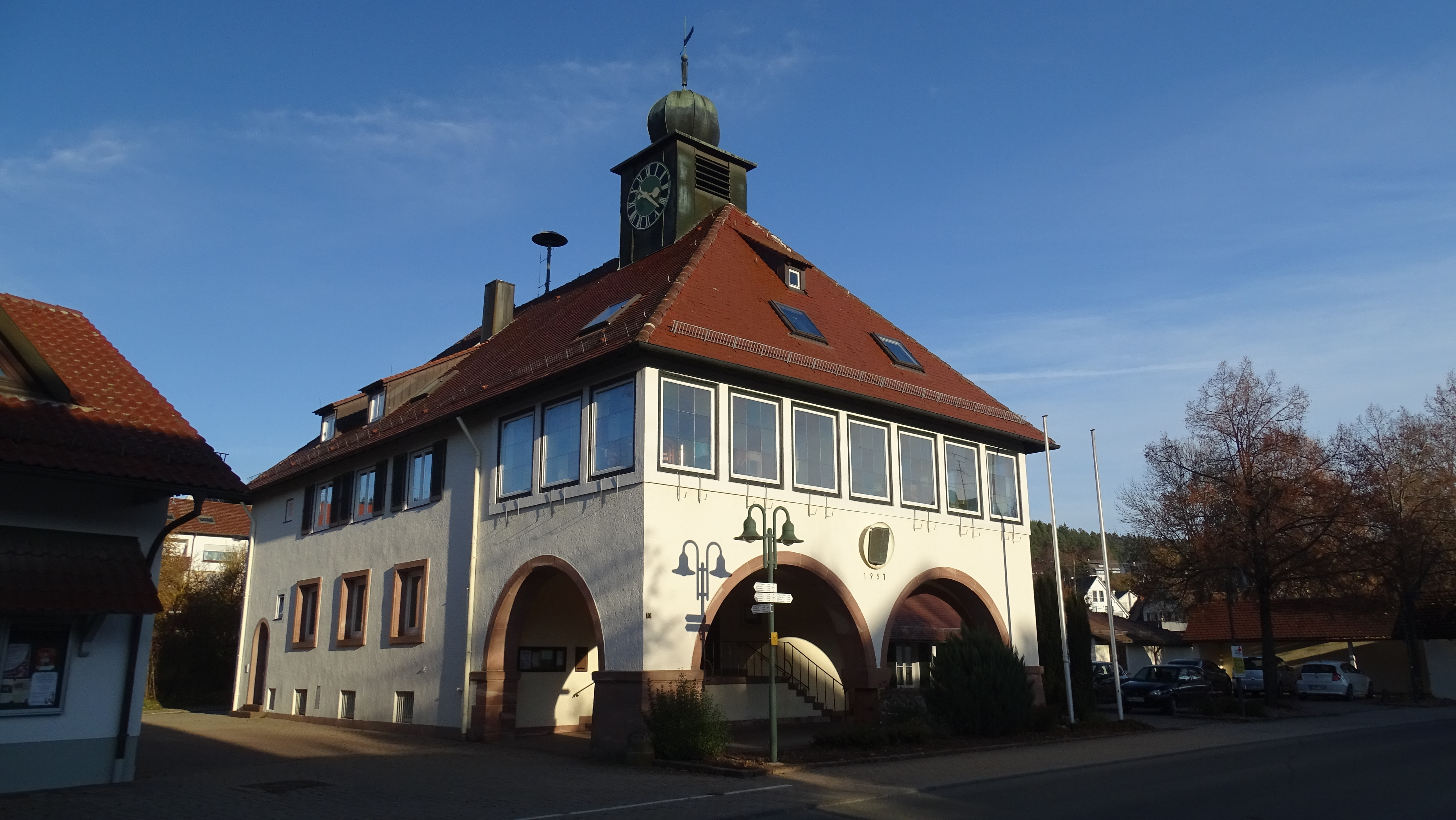
Ehemaliges Rathaus Tumlingen
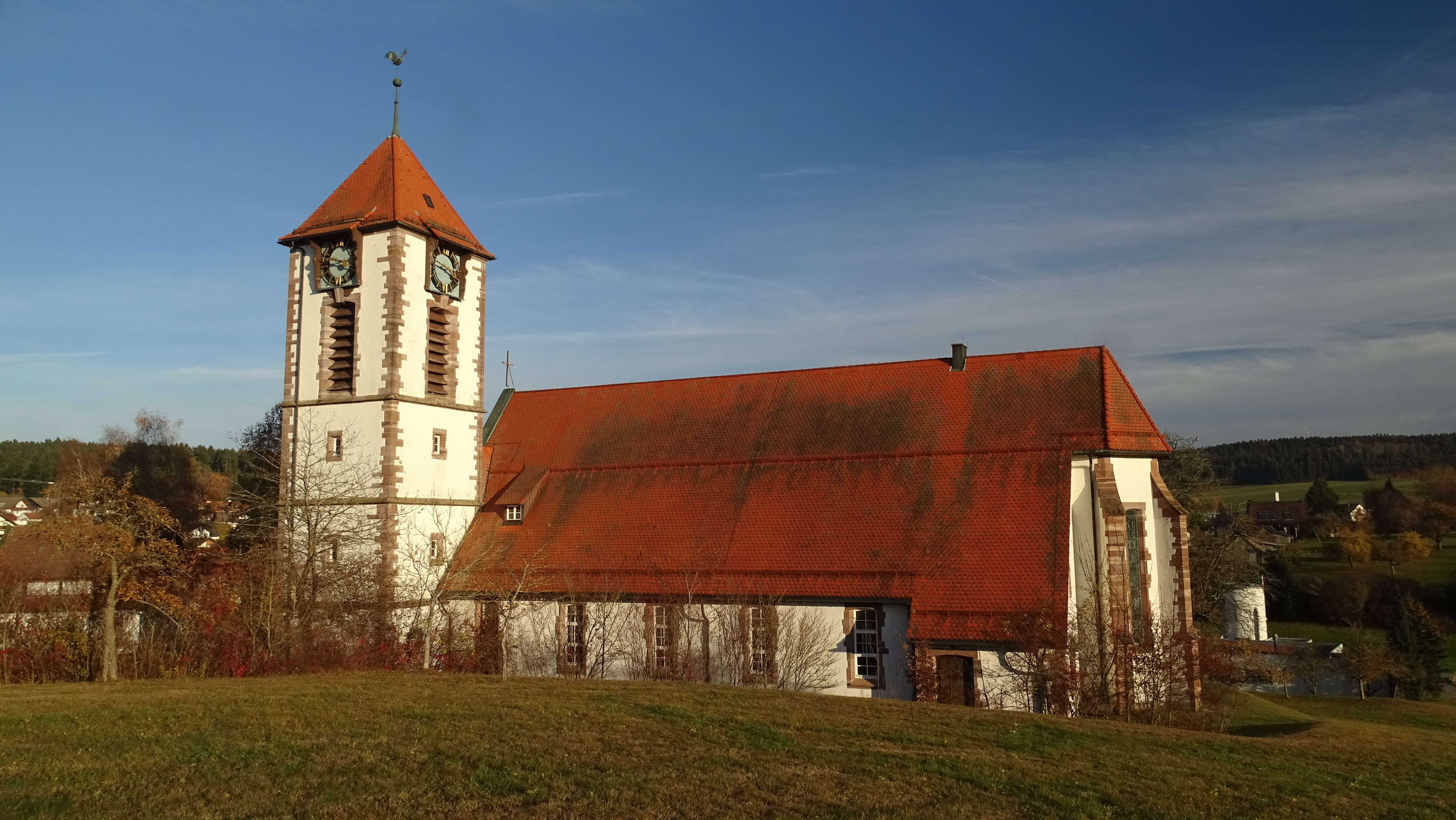
Christuskirche Tumlingen
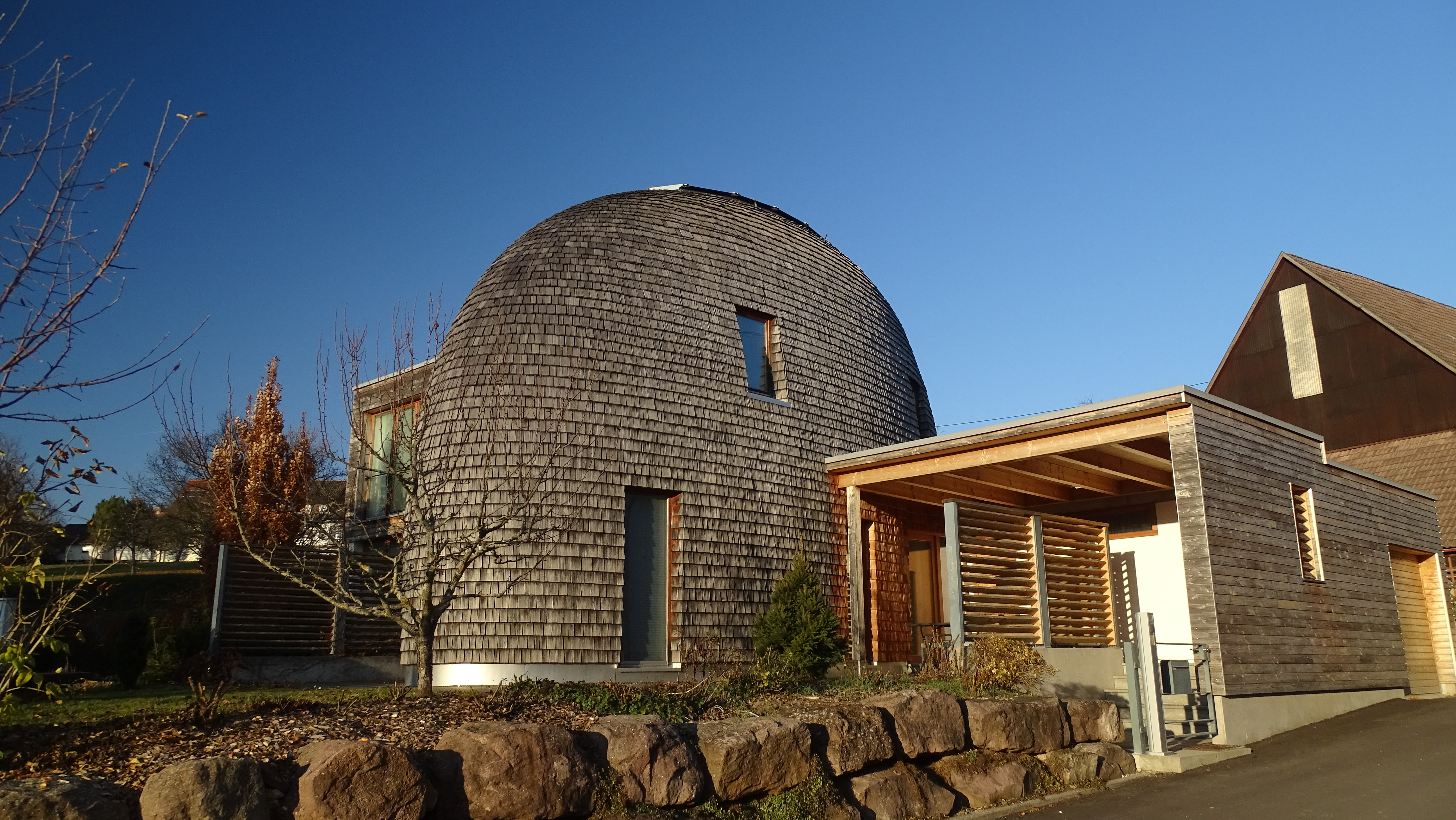
„Bienenkorbhaus“, eine Ferienwohnung.
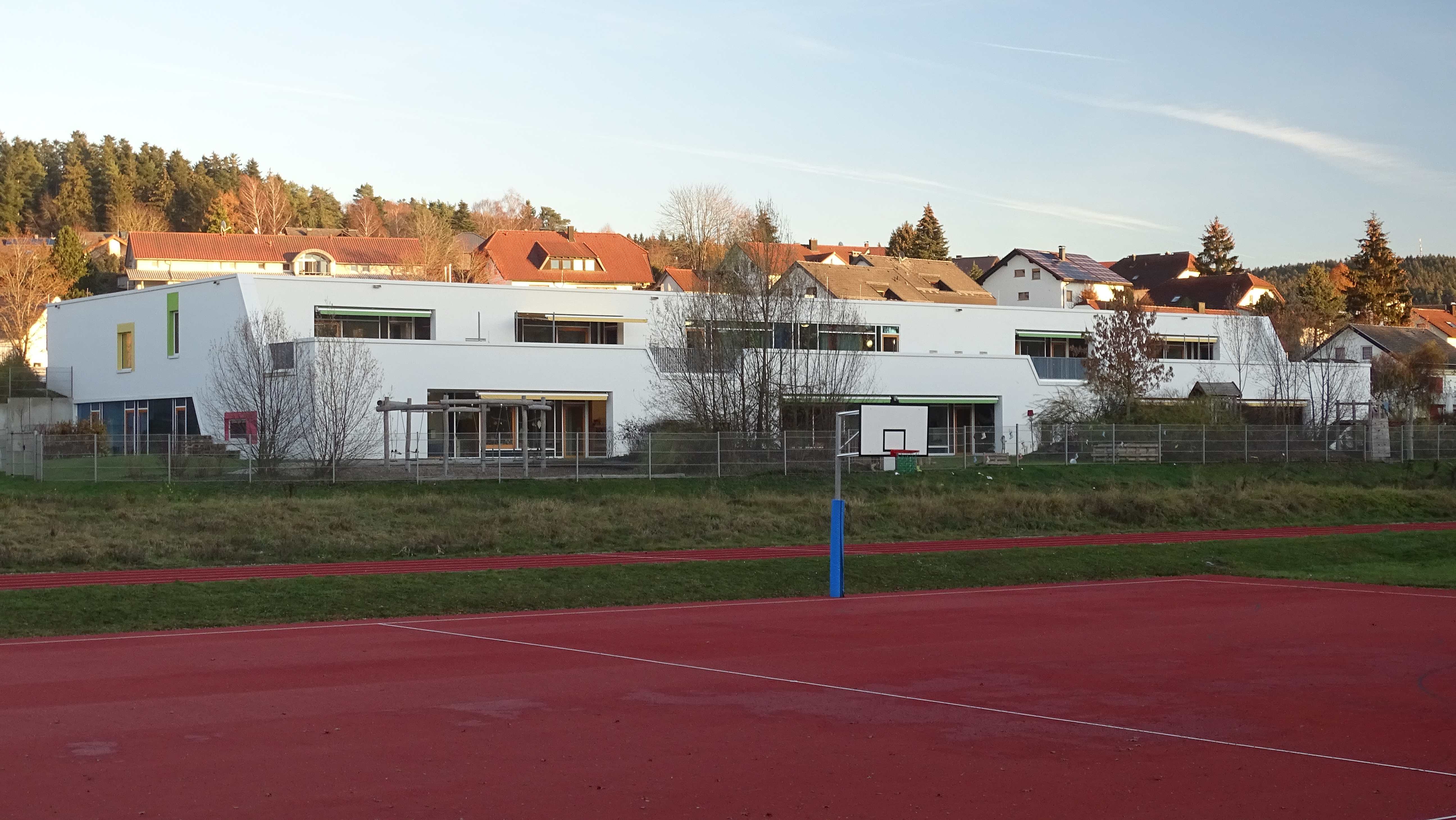
Kindertagesstätte Tumlingen
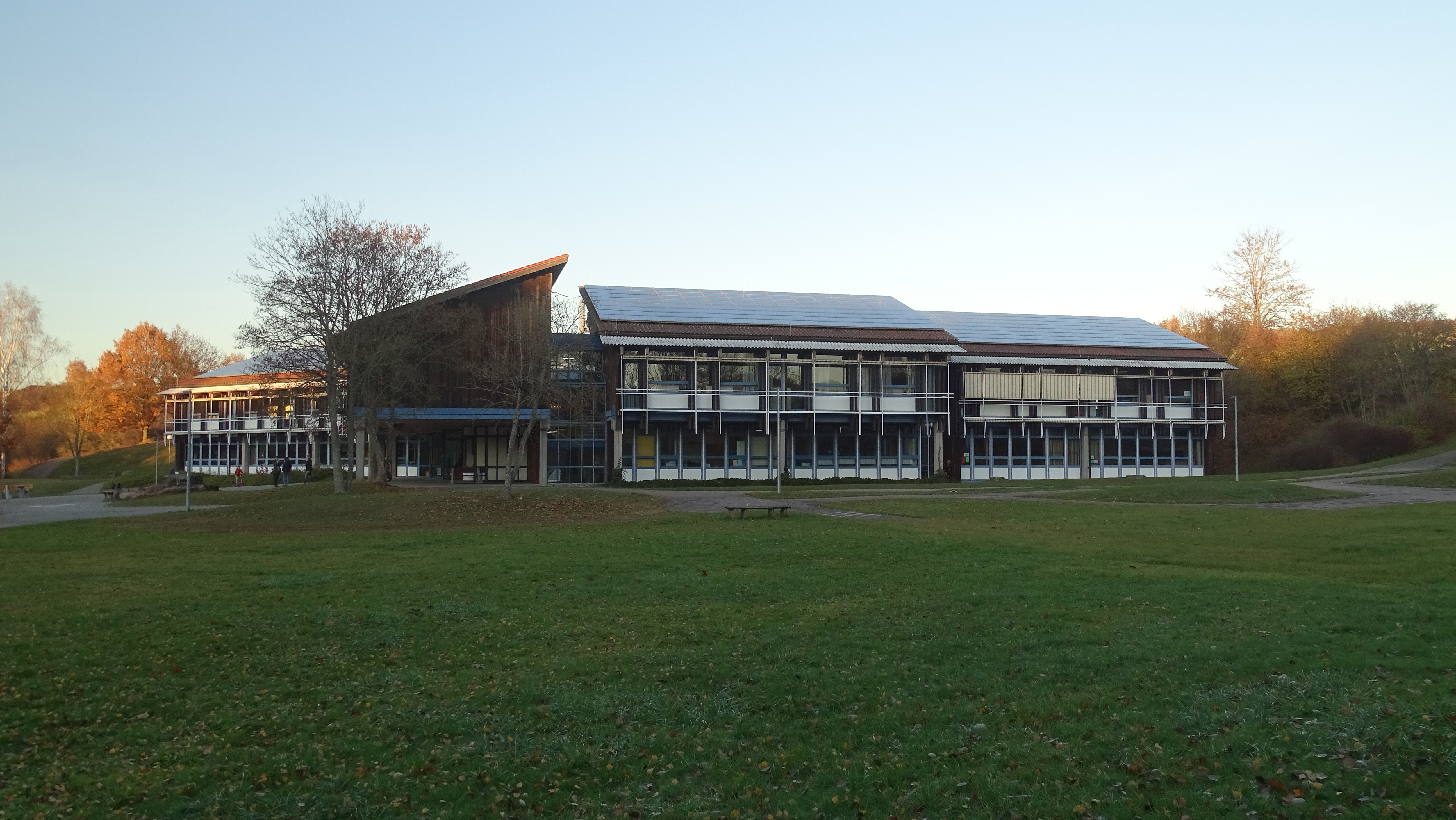
Grund- und Hauptschule Waldachtal
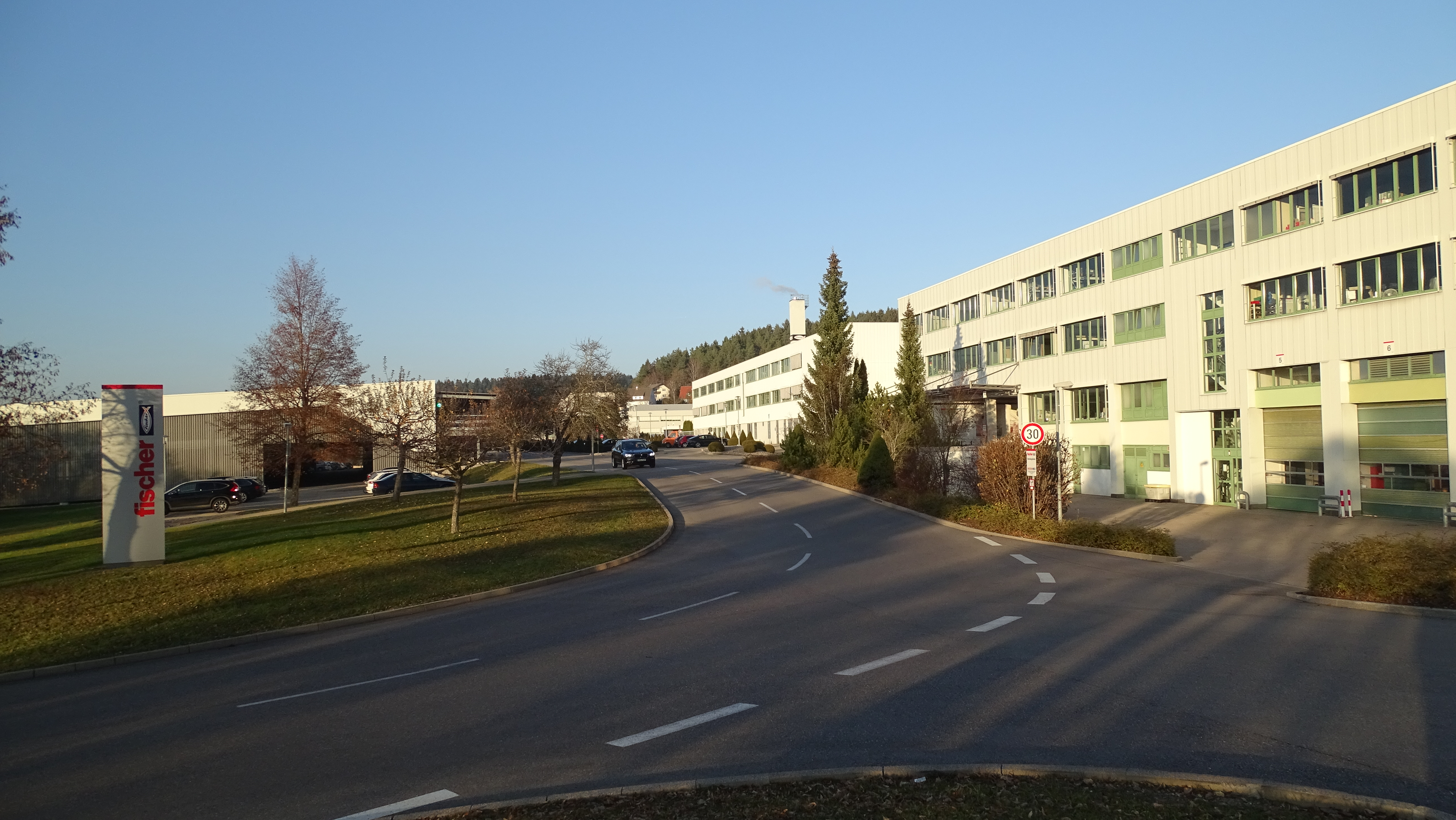
Fischerwerke Tumlingen
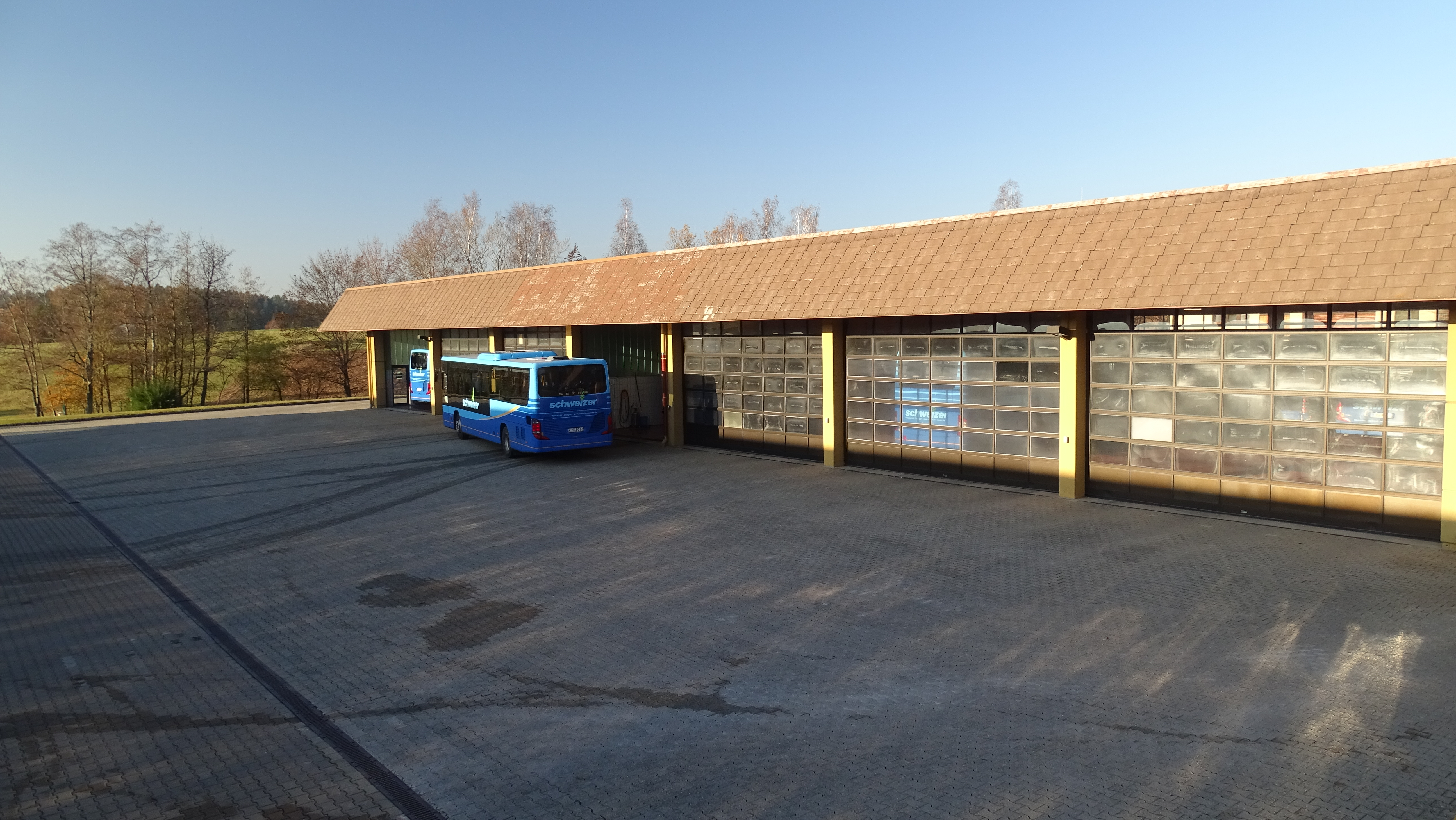
Busdepot in Lützenhardt
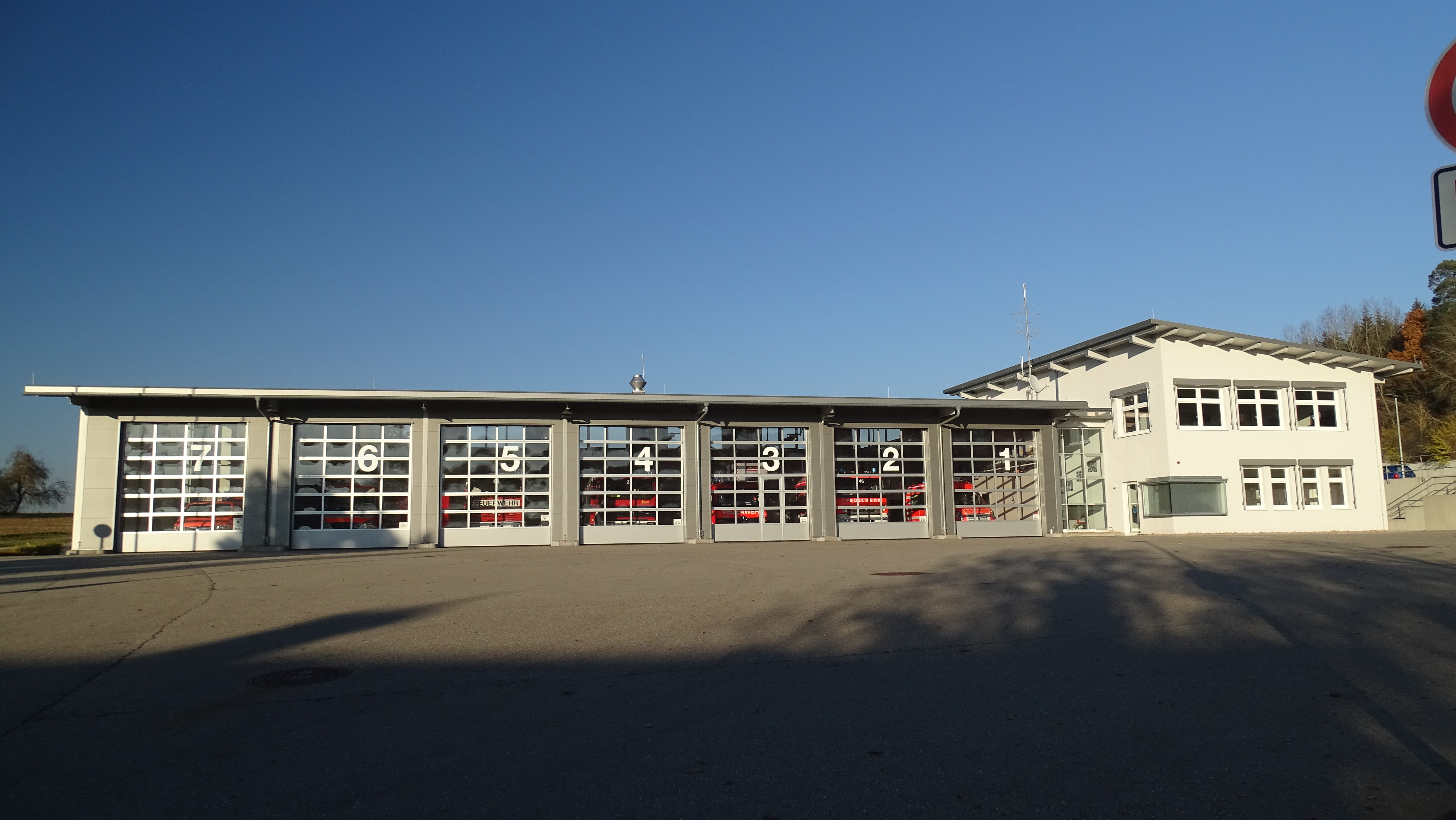
Feuerwache Waldachtal

### Schutzgebiete
Östlich von Salzstetten liegt das Natur- und Landschaftsschutzgebiet Salzstetter Horn, welches gleichzeitig Bestandteil des FFH-Gebiets Freudenstädter Heckengäu ist. Daneben befinden sich auf der Gemeindefläche mehrere Teilgebiete des Landschaftsschutzgebiets Waldachtal mit Seitentälern und das Landschaftsschutzgebiet Schwabswiesen bei Tumlingen.
Waldachtal liegt zudem im Naturpark Schwarzwald Mitte/Nord.

## Geschichte
Das heutige Gemeindegebiet von Waldachtal lag zur Römerzeit in den Agri decumates. Nach der Landnahme durch die Alamannen kam das Gebiet im 6. Jahrhundert unter den Einfluss des Fränkischen Reichs und gehörte im Hochmittelalter zum Herzogtum Schwaben.

### Altwürttembergische Orte
Der in der Zeit der Alamannen entstandene Ort Tumlingen wurde als Villa Tungelingen 782 erstmals erwähnt. Anlass war eine Schenkung des Besitztums seitens des adeligen Isenhard an das Kloster Lorch. Tumlingen lag damals im Nagoldgau. Cresbach war im Hochmittelalter Sitz eines römisch-katholischen Dekanats im Zuständigkeitsbereich des Bistums Konstanz. Als zu Altwürttemberg gehörende Orte waren Cresbach sowie Ober- und Unterwaldach seit 1625 Bestandteile des Herzogtums Württemberg und gehörten zum Amt Altensteig. Hörschweiler und Tumlingen waren ebenfalls seit 1625 vollständig württembergisch geworden und gehörten zum Amt Dornstetten. Nach der Gründung des Königreichs Württemberg gelangten diese Ortschaften zum Oberamt Freudenstadt. Bei der Kreisreform während der NS-Zeit in Württemberg kamen sie dann 1938 zum Landkreis Freudenstadt.

### Lützenhardt
Der Luftkurort Lützenhardt gehörte im Hochmittelalter als Hof den Pfalzgrafen von Tübingen und dann den Grafen von Hohenberg, über die der Hof an die Habsburger gelangte. Diese vergaben den Ort nacheinander verschiedenen Adelshäusern zu Lehen, von denen am längsten von 1500 bis 1621 die Herren von Neuneck sowie seit 1694 die Freiherren Keller von Schleitheim und seit 1750 die Reichsfreiherren Raßler von Gamerschwang auf der Weitenburg die jeweiligen Grundherren waren. 1785 erlaubte der Freiherr von Raßler die Ansiedlung von Leuten aus dem fahrenden Volk („Jenische“). Dabei handelte es sich hauptsächlich um Korbflechter sowie Bürsten- und Besenbinder. Bis zum Untergang des Heiligen Römischen Reichs gehörte Lützenhardt zum vorderösterreichischen Amt Horb. 1805 fiel der Ort im Zuge der Mediatisierung an das Kurfürstentum bzw. seit 1806 Königreich Württemberg und wurde nach einem kurzen Intermezzo beim Oberamt Sulz 1807 dem neu gegründeten Oberamt Horb zugeteilt. Bei der Kreisreform 1938 gelangte Lützenhardt zum Landkreis Freudenstadt.

### Salzstetten
Im frühen Mittelalter zur Zeit der Merowinger gegründet, war Salzstetten im Hochmittelalter der Sitz eines edelfreien Geschlechts. Es gab damals am Ort die Tockenburg, die jedoch vollständig abgegangen ist. Die nachfolgenden Grundherren am Ort stammten aus verschiedenen Adelsfamilien, die die Grundherrschaft nach und nach an das Spital in Horb verschenkten. Die Landeshoheit über Salzstetten lag bis zur Mediatisierung bei Vorderösterreich. 1805 wurde Salzstetten württembergisch und dem Oberamt Horb unterstellt. 1938 ging Salzstetten zum Landkreis Horb über, dem es bis Ende 1972 angehörte.

### Waldachtal
Das heutige Gemeindegebiet geriet nach dem Zweiten Weltkrieg in die Französische Besatzungszone und fiel dadurch ans Land Württemberg-Hohenzollern. Ab 1952 gehörte das Gebiet zum Regierungsbezirk Südwürttemberg-Hohenzollern innerhalb des neuen Bundeslandes Baden-Württemberg. Tumlingen wurde durch den Aufstieg der Fischerwerke in der Nachkriegszeit überregional bekannt.
Im Rahmen der Gebietsreform schlossen sich die zuvor selbständigen Gemeinden Cresbach, Hörschweiler, Lützenhardt, Salzstetten und Tumlingen am 1. Juli 1974 zur neuen Gemeinde Waldachtal zusammen.
Während Salzstetten bis 1972 noch zum Landkreis Horb gehörte, lagen die übrigen Gründungsgemeinden schon vor der Kreisreform in Baden-Württemberg im Landkreis Freudenstadt, der ab 1973 dem Regierungsbezirk Karlsruhe unterstellt ist.

## Religion

### Evangelische Konfession
Die evangelischen Kirchengemeinden in Cresbach, Hörschweiler und Tumlingen gehören zur Gesamtkirchengemeinde Waldachtal der Evangelischen Landeskirche in Württemberg. Das evangelische Pfarramt und die Hauptkirche befinden sich in Tumlingen. Das heutige evangelische Kirchengebäude in Tumlingen wurde 1929 an Stelle eines älteren Vorgängerbaus errichtet. Die evangelische Kirche in Cresbach wurde bereits 1868 anstelle des Vorgängerbaus errichtet.

### Katholiken
Lützenhardt und Salzstetten waren als zu ehemals Vorderösterreich gehörende Orte von jeher überwiegend katholisch geprägt. In Salzstetten gab es seit 1275 nachweisbar eine Pfarrkirche, die bis 1820 auch für Lützenhardt zuständig war. Als Patrozinium ist seit 1400 der Name St. Agatha überliefert. Die spätgotische Pfarrkirche in Salzstetten wurde 1894 durch einen neugotischen Kirchenbau ersetzt. Im zu Salzstetten gehörenden Weiler Heiligenbronn befindet sich als Filialkirche die Wallfahrtskirche Zur Schmerzhaften Muttergottes, die 1747 erbaut worden war. Die katholische Herz-Jesu-Kirche in Lützenhardt wurde in den Jahren 1903 bis 1904 errichtet. Die katholischen Gemeinden von Waldachtal gehören zu einer Seelsorgeeinheit im Dekanat Freudenstadt.

## Politik

### Gemeinderat
Die Gemeinderatswahl am 9. Juni 2024 führte zu folgendem Ergebnis:
| Partei / Liste  | 2024   | 2024   | 2019   | 2019   |
| Partei / Liste  | Anteil | Sitze  | Anteil | Sitze  |
| --------------- | ------ | ------ | ------ | ------ |
| Freie Wähler    | 56,7 % | 11     | 68,5 % | 13     |
| CDU             | 31,5 % | 6      | 31,5 % | 6      |
| AfD             | 11,8 % | 2      | --     | --     |
| Wahlbeteiligung | 59,6 % | 59,6 % | 55,3 % | 55,3 % |

### Bürgermeister
Bürgermeisterin ist seit November 2014 Annick Grassi. Sie wurde am 21. September 2014 mit 59,8 Prozent der Stimmen gewählt. Sie folgte dem nach 40 Jahren aus Altersgründen aus dem Amt scheidenden Bürgermeister Heinz Hornberger (CDU) nach. Am 30. Oktober 2022 wurde Grassi im zweiten Wahlgang mit 58,7 Prozent der Stimmen für eine zweite Amtszeit wiedergewählt.

### Wappen
| Wappen der Gemeinde Waldachtal | Blasonierung: „In Grün ein silberner (weißer) Wellen-Schräglinksbalken, begleitet oben von einem goldenen (gelben) Stern, unten von einem fünfblättrigen goldenen (gelben) Lindenzweig.“ |
| Wappen der Gemeinde Waldachtal | Wappenbegründung: Die am 1. Juli 1974 zu einer Gemeinde zusammengeschlossenen Ortsteile liegen im oder am Tal der oberen Waldach oder ihren Seitentälern am östlichen Schwarzwaldrand. Die geographische Lage kommt im Gemeindenamen zum Ausdruck, aber auch im Wellenbalken (Waldach) und der grünen Tingierung (Schwarzwald) des Wappens. Der Stern ist dem Wappen der Herren von Neuneck entnommen, der Lindenzweig dem der Schütz von Eutingertal, wobei die ursprünglichen drei Blätter auf fünf, die Zahl der Ortsteile, vermehrt wurden. Beide Adelsgeschlechter hatten in den Teilgemeinden die Ortsherrschaft im Spätmittelalter (Schütz) und bis Anfang des 17. Jahrhunderts (Neuneck) ganz oder teilweise inne. Das Wappen wurde der Gemeinde Waldachtal – zusammen mit der Flagge – am 3. März 1978 vom Landratsamt Freudenstadt verliehen. |

Wappen der ehemals eigenständigen Gemeinden und heutigen Ortsteile

Cresbach
Hörschweiler
Lützenhardt
Salzstetten
Tumlingen

## Wirtschaft und Infrastruktur

### Ansässige Unternehmen
In Waldachtal hat die Firma fischerwerke, ein Hersteller von Autozubehör, Befestigungstechnik (Fischer-Dübel) und Spielzeug (fischertechnik, fischertip) ihren Stammsitz; die Beteiligungs-GmbH hat ihren Sitz in Traiskirchen, Österreich. Mit etwa 1.900 Beschäftigten ist der Betrieb einer der größten Arbeitgeber im Landkreis Freudenstadt.
Im Ortsteil Salzstetten ist die Röchling Medical Waldachtal AG (ehemals FRANK plastic AG), Hersteller von Spritzguss- und Extrusionsprodukten, mit ca. 260 Mitarbeitern ansässig.

### Tourismus
Waldachtal ist eine der Initiativgemeinden im Naturpark Schwarzwald Mitte/Nord.
Im staatlich anerkannten Luftkurort Waldachtal-Lützenhardt gibt es neben konzessionierten Sanatorien auch mehrere Hotels und Pensionen.
Im Freilichtmuseum Neuhausen ob Eck versetzt ein aus Waldachtal angereister Hausierer die Besucher in Zeiten zurück, wo beispielsweise im Killertal noch 20 % der Einwohner im ambulanten Gewerbe tätig waren.

### Bildung
Waldachtal verfügt über eine Grundschule mit Hortbetreuung im Ortsteil Tumlingen sowie einer Gemeinschaftsschule in Kooperation mit der Gemeinde Schopfloch. In Salzstetten gibt es zudem eine reine Grundschule mit angeschlossenem Kindergarten und gemeinsamen Bildungshaus. Für die Kleinsten gibt es darüber hinaus ein Kinderhaus in Tumlingen, welches Platz für 9 Gruppen und eine flexible Betreuung bietet sowie einen katholischen Kindergarten in Lützenhardt.

## Sehenswertes

### Bauwerke
- Im Ortsteil Salzstetten befindet sich das Kulturdenkmal Salzstetter Schlössle. Es wurde von der Denkmalstiftung Baden-Württemberg zum Denkmal des Monats April 2006 ernannt.
- Am Nordrand von Salzstetten beim Pferdehof findet man einen keltischen Grabhügel
- Im Ortsteil Cresbach liegen die Burgruine Rüdenberg und die Wüstung Uniweyler.[12]
- In Waldachtal-Vesperweiler steht die Mönchhof-Sägemühle, erstmals urkundlich erwähnt im Jahre 1435.
- Wallfahrtskirche in Waldachtal-Heiligenbronn, 1747 erbaut und geweiht.

### Biblischer Rundwanderweg Waldachtal
Der biblische Rundwanderweg in Waldachtal-Tumlingen ist 900 Meter lang und besteht derzeit aus 90 Stationen, an denen biblische Geschichten erfahrbar sind. Darüber hinaus erhält der Besucher Informationen über mehr als 100 biblische Pflanzen.

### BronzefigurDer Bürstenmacher
Im Kurgarten von Waldachtal-Lützenhardt befindet sich die Bronzefigur Der Bürstenmacher. Die Skulptur soll an das Bürstenbinderhandwerk erinnern, das über Generationen hinweg den Lebensunterhalt der Einheimischen sicherte.

### Sprache
Das Jenische ist ein regionaler Soziolekt aus dem Hausierhandel in Lützenhardt, der zu den Dialekten des Rotwelschen gehört. Es dient den Bürstenhändlern als Geheimsprache und hat den Wortschatz der örtlichen Umgangssprache geprägt. Josef Ludwig Blum aus Lützenhardt schrieb aus russischer Kriegsgefangenschaft:
„[E]s grüßt Dich nun recht herzlich Dein Mann, viele Grüße an Schofel und Bock. Also nochmals viel Glück auf ein baldiges Wiedersehen in der schönen Heimat. Viele Grüße an Mutter u. Geschwister sowie an die Deinen.“
Die Zensur fand keine Beanstandungen und ging davon aus, dass die Herren Bock und Schofel tatsächlich existierten. Doch reichen die zwei Wörter Schofel („schlecht“) und Bock („Hunger“) aus, um den vorherigen Inhalt der Karte zu konterkarieren. Die auf Jenisch verfasste Zentralaussage ist in den deutschen Text eingebettet, nämlich dass es den Gefangenen schlecht geht und sie Hunger leiden müssen.

## Persönlichkeiten

### Söhne und Töchter der Gemeinde
- Theodor Schüz (1830–1900), geboren im Ortsteil Tumlingen, führender Maler des ländlichen Lebens in Schwaben (Mittagsgebet bei der Ernte (1861), Ostermorgenspaziergang (1885))
- Engelbert Wittich (1878–1937), geboren im Ortsteil Lützenhardt, Schriftsteller und Volkskundler jenischer Abstammung mit Themen Schwerpunkten Jenische und Sinti
- Friedrich Häcker (1896–1960), geboren im Ortsteil Hörschweiler, Landwirt, Landtagsabgeordneter
- Paul Zepp (1917–2002), geboren im Ortsteil Salzstetten, römisch-katholischer Priester und Hochschullehrer für Kirchenrecht
- Artur Fischer (1919–2016), geboren im Ortsteil Tumlingen, Erfinder (Dübel, synchronisiertes Blitzlichtgerät, fischertechnik) und Firmengründer (fischerwerke), Ehrenbürger der Gemeinde